# Stefania Rubini
Stefania Rubini (* 5. Dezember 1992) ist eine italienische Tennisspielerin.

## Karriere
Rubini spielt vor allem auf Turnieren des ITF Women’s Circuit, bei denen sie bislang sieben Titel im Einzel gewann.
Ihr erstes Profiturnier bestritt sie im November 2009 auf Mallorca, wo sie bereits in der ersten Runde scheiterte. Im Juli 2013 erreichte Rubini ihr erstes Viertelfinale bei einem $15.000-Turnier in Rovereto; sie unterlag dort Martina Caregaro mit 4:6 und 2:6. Das erste Finale erreichte sie im Oktober 2014 beim Turnier in Santa Margherita di Pula; sie unterlag dort Martina Caregaro mit 4:6 und 4:6. Ihr erster Turniersieg gelang ihr im Mai 2015, als sie im Finale des Turniers von Velenje die Slowenin Eva Zagorac mit 4:6, 7:5 und 6:2 bezwang.

## Turniersiege

### Einzel
| Nr. | Datum          | Turnier  | Kategorie   | Belag   | Finalgegnerin         | Ergebnis       |
| --- | -------------- | -------- | ----------- | ------- | --------------------- | -------------- |
| 1.  | 24. Mai 2015   | Velenje  | ITF $10.000 | Sand    | Eva Zagorac           | 4:6, 7:5, 6:2  |
| 2.  | 24. Juni 2017  | Sassuolo | ITF $15.000 | Sand    | Federica Bilardo      | 5:7, 6:0, 6:4  |
| 3.  | 29. Juli 2017  | Schio    | ITF $15.000 | Sand    | Anastasia Grymalska   | 6:74, 6:3, 6:4 |
| 4.  | 3. März 2018   | Solarino | ITF $15.000 | Teppich | Swjatlana Piraschenka | 6:4, 6:2       |
| 5.  | 21. Juli 2018  | Imola    | ITF $25.000 | Teppich | Shérazad Reix         | 2:0 Aufgabe    |
| 6.  | 21. Juli 2019  | Imola    | ITF $25.000 | Teppich | Claudia Giovine       | 6:3, 6:3       |
| 7.  | 4. August 2019 | Sezze    | ITF $25.000 | Sand    | Anna Danilina         | 6:4, 6:1       |